# Omarosa Manigault Newman

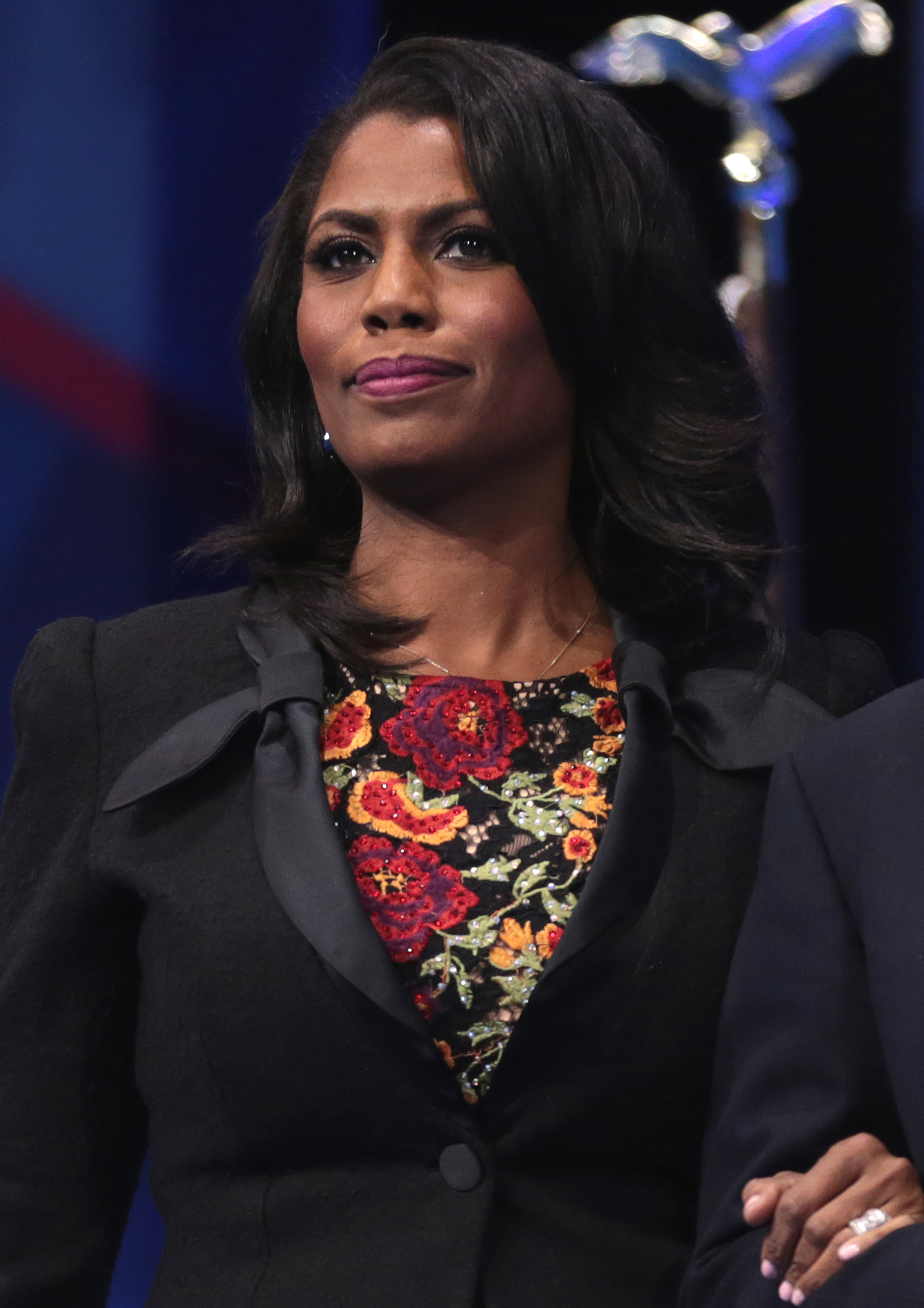

Omarosa Onee Manigault Newman, Youngstown (Ohio), Verenigde Staten,5 februari 1974, veelal kortweg "Omarosa" genoemd, is een Amerikaanse tv-persoonlijkheid en voormalig politieke assistente in het Witte Huis.
Ze is bekend geworden door haar optredens als mededingster in de realitytelevisieshow The Apprentice en de daaraan gelieerde tv-programma's, The Celebrity Apprentice en All-Star Celebrity Apprentice. Daarin ontwikkelde zij zich tot de spraakmakende en extravagante vrouwelijke tegenhanger van spelleider Donald Trump.
Ze fungeerde vervolgens als communicatiedirecteur van het Bureau voor Publieke Connecties en Intergouvernementele Zaken van het Witte Huis tijdens het kabinet-Trump. Na het verlaten van het Witte Huis nam zij deel aan de show Celebrity Big Brother en bracht ze het tot de laatste vijf van het seizoen, terwijl ze tegelijkertijd daarmee een podium had voor het tot uitdrukking brengen van haar bezwaren tegen haar vorige werkgever, Donald Trump en diens kabinet.
TV Guide nam haar op in haar lijst van De 60 Gemeenste TV Schurken Ooit in 2013.

## Afkomst en opleiding
Omarosa werd geboren in Ohio als dochter van Theresa Marie Walker en Jack Thomas Manigault Sr. Omarosa's vader werd vermoord toen zij zeven jaar oud was. Na het doorlopen van The Rayen (high) school in Youngstown (Ohio) behaalde zij in 1996 een bachelorgraad in journalistiek aan de Central State University in Wilberforce (Ohio). Later verhuisde zij naar Washington D.C. waar zij een mastergraad behaalde aan de Howard University. Aansluitend studeerde zij voor een doctoraat in communicatiewetenschappen, maar voltooide dit niet.
Manigault volgde ook een studie in bijbelwetenschappen aan Payne Theological Seminary in Wilberforce, Ohio.
In de jaren negentig was Manigault werkzaam in het bureau van vicepresident Al Gore tijdens het kabinet-Clinton. Later verklaarde zij dat de baan "een heel moeilijke omgeving was geweest, omdat men niet aan inwerken had gedaan. Ze gooien je zomaar in het diepe!" Gores voormalige bureauchef Mary Margaret Overbey zei dat Omarosa "onze slechtste indienstneming ooit is geweest". Zij werd later via de personeelsafdeling van het Witte Huis overgeplaatst naar het Departement voor Handel. Cheryl Shavers, toenmalig onderminister voor technologie administratie zei destijds dat Omarosa "incompetent en verstorend ", daaraan toevoegend "Ik zou haar hebben ontslagen".

## Reality showsThe Appentricecum annex
Bij het kandideren voor de reality show The Apprentice beweerde zij voor president Clinton in het Witte Huis te hebben gewerkt. Na haar uitvallen beschuldigde ze haar mededingster Erika Vetrini ervan dat zij racistische opmerkingen over haar had gemaakt. Vetrini bestreed dit echter heftig. Dit dispuut bereikte zijn hoogtepunt toen Vetrini zich in de Howard Stern Show aan een test met een leugendetector onderwierp. Na The Appentrice trad Manigault op in onder andere Fear Factor, The Big Idea, The Surreal Life en verhoogde daarmee haar eigen marktwaarde aanmerkelijk.
in 2008 was zij ook te zien in de tv-serie Celebrity Apprentice.

## Witte Huis
Op 4 januari 2017 benoemde president Trump Manigault tot Communicatiedirecteur van het Bureau voor Publieke Connecties en intergouvernementele Zaken.. De post van communicatiedirecteur gaf zij op 13 december 2017 met ingang van 20 januari 2018 weer op. Tegenover de pers bestreed zij geruchten, dat zij door Stafchef John Kelly ontslagen werd, waarbij het tot tumultueuze tonelen zou zijn gekomen. Voorafgaand aan de publicatie van haar boek Unhinged in augustus 2018 openbaarde ze een geluidsopname van haar ontslaggesprek met stafchef Kelly, dat plaatsvond in de streng beveiligde Situation Room. Een ruimte waarin geen electronische apparaten zijn toegestaan. Een dag later maakte zij een eveneens stiekem opgenomen vertrouwelijk gesprek met president Trump zelf openbaar..
In het boek over het Witte Huis onder President Trump werpt Manigault Newman de president onbeheerst gedrag en racistische uitlatingen voor de voeten, zonder dat overigens te kunnen bewijzen. Bovendien betitelt ze Trump als "verstrooid, egocentrisch, vrouwonvriendelijk en onzeker". Het Witte Huis typeerde het boek als "vol leugens en valse beschuldigingen". Newman Manigault zelf beweerde dat haar na haar ontslag een "hoge positie" in het team voor de herverkiezing van Trump in 2020 was aangeboden. Dit aanbod zou echter zijn opgevolgd door een strenge overeenkomst om het zwijgen te bewaren.
Volgens waarnemers staat Manigault als niet bijzonder geloofwaardig bekend. Piers Morgan, de Britse journalist en voormalige moderator bij CNN, die in 2008 onder anderen met Omarosa Manigault deelnam aan een prominentenversie van The Apprentice, bekritiseerde Trumps beslissing om haar in het Witte Huis te halen. Volgens hem was Omarosa: "afschuwelijk, boosaardig, leugenachtig, achterbaks, sprak ze met dubbele tong en was ze een intrigante".

## Privé
Van 2000 tot 2005 was zij getrouwd met Aaron Stallworth en voerde ze de achternaam Manigault Stallworth. Van augustus 2010 tot diens dood door een hartstilstand op 3 september 2012 had zij een relatie met de acteur Michael Clarke Duncan. Op 8 april 2017 trouwde zij met John Allen Newman, pastor van de Sanctuary at Calvary Church in Jacksonville (Florida).
- Gemeinsame Normdatei: 117157505X
- Library of Congress Control Number: no2008167033
- Nationale Bibliotheek van Letland: 000266894
- Nationale Bibliotheek van Tsjechië: jo20181017627
- Virtual International Authority File: 1153713687858660604
- WorldCat: E39PBJyX4p4HVDTfmwmPBDDg8C